# BSG Kali Werra Tiefenort
Die BSG Kali Werra Tiefenort ist ein Fußballverein aus Tiefenort, einem Ortsteil von Bad Salzungen im Westen Thüringens. 
Die Vereinsbezeichnung „Kali Werra“ bezieht sich auf das angrenzende Kalibergbaurevier und den am Ort vorbeifließenden Fluss Werra. Seit 1956 war der Name auch Bestandteil der ehemaligen Betriebssportgemeinschaft (BSG), deren Fußballsektion insgesamt 21 Spielzeiten – 1949/50, 1952/53 sowie von 1968/69 bis 1990/91(mit drei kurzen Unterbrechungen) – in der DDR-Liga, der zweithöchsten Spielklasse der DDR spielte. In der ewigen Tabelle der DDR-Liga (1950/51 bis 1990/91) belegen die Tiefenorter Fußballer Rang 25.

## Geschichte
Die Anfänge des Fußballsports in Tiefenort lassen sich bis ins Jahr 1913 zurückverfolgen. Nach dem Zweiten Weltkrieg wurde die Tiefenorter Mannschaft in der Saison 1947/48 Eisenacher Kreismeister und spielte daraufhin ab der Saison 1948/49 unter verschiedenen Bezeichnungen (unter anderem „Glückauf Kaiseroda“) in der neugegründeten Landesklasse Thüringen. Diese war formal zunächst die höchste Spielklasse und wurde ab der Saison 1949/50 zur zweithöchsten und ab der Saison 1950/51 zur dritthöchsten Spielklasse in der DDR. In der Saison 1951/52 errang die Tiefenorter Elf als BSG Aktivist Kaiseroda-Tiefenort den Titel des Thüringer Landesmeisters und stieg somit in die zweithöchste Spielklasse DDR-Liga auf. Die Mannschaft konnte sich jedoch nicht in der DDR-Liga halten und stieg nach der Saison 1952/53 in die drittklassige Bezirksliga Suhl ab, welche nach Einführung der II. DDR-Liga 1955 zur vierthöchsten Spielklasse wurde.
Die Bezeichnung „Aktivist“ diente als Hinweis darauf, dass das ansässige Kaliwerk als Trägerbetrieb auftrat, welcher die BSG finanzierte und den Spielern Arbeitsplätze bot. Um dies noch deutlicher werden zu lassen, wurde der Name der Gemeinschaft 1956 in BSG Aktivist Kali Werra Tiefenort umgewandelt. 1958 qualifizierte sich Kali Werra mit einem dritten Platz in der Bezirksliga für die auf fünf Staffeln erweiterte II. DDR-Liga und wurde damit wieder drittklassig. Als 1963 die II. Liga abgeschafft wurde, spielte Kali Werra wieder in der Bezirksliga Suhl. Man blieb zwar drittklassig, konnte sich nun aber nur noch mit Gegnern des eigenen Bezirkes messen. Der Gewinn der Bezirksmeisterschaft in der Saison 1967/68 und die erfolgreiche Teilnahme an der Aufstiegsrunde berechtigte zum Aufstieg in die DDR-Liga, womit die Mannschaft nach langer Pause erneut zweitklassig wurde. Unterbrochen von zwei Abstiegen 1972/73 und 1984/85, denen jeweils der sofortige Wiederaufstieg folgte, behaupteten sich die Kalikumpel bis zum Abstieg 1987/88 in der DDR-Liga. Die beste Platzierung erreichten sie 1976/77 und 1979/80 jeweils mit einem dritten Rang.
Nach der deutschen Wiedervereinigung wurde es in Ostdeutschland wieder möglich, bürgerliche Vereine zu gründen. 1990 nutzten dies die Fußballer der bisherigen BSG und gründeten den FSV Kali Werra Tiefenort. Im Anschluss an den bislang letzten Aufstieg in die zweithöchste Spielklasse in der Saison 1989/90 verpasste der Verein in der Saison 1990/91 als Vorletzter der NOFV-Liga die Qualifikation für die neu geschaffene NOFV-Oberliga Süd. Durch die Übernahme der Spielordnung des DFB in den neuen Bundesländern war Kali Werra nun nur noch viertklassig. Nach einem weiteren Abstieg im Folgejahr gelang 1995 die Rückkehr in die mittlerweile fünftklassige Thüringenliga, in der Tiefenort bis 2000 spielte. Ein abermaliger Doppelabstieg spülte den Verein in die Niederungen der inzwischen achtklassigen Bezirksliga. 2012 stieg man in die neuntklassige Kreisliga Bad Salzungen ab. 2014 gelang der Aufstieg in die Kreisoberliga Westthüringen, in der man in der Saison 2016/17 den Klassenerhalt verpasste. Aktuell spielen die Tiefenorter in einer Spielgemeinschaft mit dem SV 1930 Frauensee in der neuntklassigen Kreisliga Westthüringen.
Mit Beschluss der Mitgliederversammlung vom 28. November 2023 nahm der Verein wieder seinen alten Namen BSG Kali Werra Tiefenort (e. V.) an.

## Spielstätte
Die Spielstätte des Vereins ist seit 1926 das Waldstadion „Kaffeetälchen“. Ab 1966 wurde es modernisiert. Im Rahmen dieser Modernisierung errichtete man Umkleidekabinen. Ein Rasenplatz und Zuschauerränge wurden angelegt. Das Stadion wurde wegen seiner Lage in der ganzen Republik bekannt. Später erweiterte man das Waldstadion um einen Hartplatz und einen Sozialtrakt. Zu den Glanzzeiten des Vereins beherbergte das Stadion bis zu 8.000 Zuschauer.

## Frühere oder spätere DDR-Oberligaspieler
- Ronald Baumbach, 1989 zu Rot-Weiß Erfurt, 35 Oberligaspiele
- Ralf Beck, 1984 zu Motor Suhl, 12 Oberligaspiele
- Harald Berkes, 1955 zu Aktivist Brieske-Senftenberg, 8 Oberligaspiele
- Rainer Bieleke, spielte in der Oberliga für Dynamo Dresden und Stahl Riesa, insgesamt 4 Oberligaspiele
- Uwe Büchel, spielte in der Oberliga für Stahl Riesa und Motor Suhl, insgesamt 23 Oberligaspiele
- Andreas Döll, 1987 von Motor Suhl, 14 Oberligaspiele
- Wolfgang Dummer, 1971 zu Rot-Weiß Erfurt, 29 Oberligaspiele
- Jürgen Fehrenbacher, 1987 über Glückauf Sondershausen von Rot-Weiß Erfurt, 5 Oberligaspiele
- Peter Filler, spielte in der Oberliga für Rot-Weiß Erfurt und Vorwärts Stralsund, insgesamt 27 Oberligaspiele
- Gerhard Heidner, 1962 zu Turbine Erfurt, 14 Oberligaspiele
- Knut Herber, 1984 über Motor Weimar von Rot-Weiß Erfurt, 10 Oberligaspiele
- Martin Iffarth, 1972 aus dem Nachwuchs von Kali Werra zu Rot-Weiß Erfurt, 233 Oberligaspiele
- Hans Latsny, 1969 von Rot-Weiß Erfurt, 5 Oberligaspiele
- Bernd Matthä, 1984 über Vorwärts Neubrandenburg von Rot-Weiß Erfurt, 1 Oberligaspiel
- Lutz Otto, 1984 von Vorwärts Frankfurt, 164 Oberligaspiele
- Joachim Posselt, 1970 über Chemie Leipzig II und Vorwärts Leipzig von FC Karl-Marx-Stadt, 47 Oberligaspiele
- Olaf Rakus, 1987 über Glückauf Sondershausen von 1. FC Magdeburg, 5 Oberligaspiele
- Wilfried Reypka, 1984 zu Wismut Aue, 67 Oberligaspiele
- Wolfgang Reuter, 1987 von Motor Suhl, 18 Oberligaspiele
- Werner Röhl, 1969 über TSG Wismar, Energie bzw. SC Cottbus, Vorwärts Neubrandenburg von Vorwärts Berlin, 2 Oberligaspiele
- Thomas Rudolph, über Vorwärts Dessau und Motor Eisenach von 1. FC Magdeburg, 4 Oberligaspiele
- Eberhard Schumm, 1969 über Rot-Weiß Erfurt II von Turbine Erfurt, 2 Oberligaspiele
- Bernd Teigky, 1976 von FC Karl-Marx-Stadt, 4 Oberligaspiele
- Detlef Zimmer, spielte in der Oberliga für Wismut Aue, Carl Zeiss Jena und Stahl Brandenburg, insgesamt 200 Oberligaspiele

## Logohistorie

BSG Kali Werra Tiefenort (1977–1990 und ab 2024)
FSV Kali Werra Tiefenort (1990–2024)